# Адріелсон
Адріелсон Шаванн Ліма Сілва (порт. Adryelson Shawann Lima Silva, нар. 23 березня 1998, Баран-де-Гражау, Бразилія) — бразильський футболіст, центральний захисник французького клубу «Ліон».
На правах оренди грає в бельгійському «Андерлехті».

## Ігрова кар'єра

### Клубна
У 2011 році Адріелсон приєднався до клубної академії «Спорт Ресіфі». В першій команді футболіст дебютував 5 квітня 2015 року у турнірі Ліга Пернамбукано.
В чемпіонаті Бразилії Адріелсон перший матч провів 5 жовтня 2018 року, коли вийшов у стартовому складі на гру проти «Інтернасьйонала». У травні 2019 року футболіст продовжив контракт з клубом до грудня 2021 року.
В травні 2021 року контракт знову було продовжено до червня 2023 року, а сам Адріелсон відправився в оренду в еміратський клуб «Аль-Васл». Після повернення до клубу в червні 2022 року Адріелсон подав позов до суду на клуб «Спорт Ресіфі» через невиплату заробітної плати. І в липні того ж року футболісту було дозволено залишити клуб на правах вільного агента.
Тоді ж в липні 2022 року Адріелсон приднався до «Ботафогу», з яким підписав контракт до кінця 2025 року. В січні 2024 року захисник перебрався до Європи, де став гравцем французького «Ліона». В команді він грав до кінця сезону. Другу половину 2024 року Адріелсон провів в оренді в «Ботафого». Там захисник зробив свій внесок в чемпіонський титул команди та перемогу в Кубку Лібертадорес.
В січні 2025 року Адріелсон відбув в оренду до бельгійського «Андерлехта». Оренда до кінця сезону передбачає право викупу контракту гравця.

### Збірна
В 2015 році в складі юнацької збірної Бразилії (U-17) Адріелсон брав участь у юнацькому чемпіонаті Південної Америки в Парагваї.
В жовтні 2023 року Адріелсон отримав виклик до національної збірної Бразилії на матчі відбору до чемпіонату світу 2026 року. Але на поле того разу захисник не виходив.

## Титули
Спорт Ресіфі
 Ліга Пернамбукано: 2017, 2019
Ліон
- Фіналіст Кубка Франції: 2023/24[14]

Ботафого
 Переможець Копа Лібертадорес: 2024
 Чемпіон Бразилії: 2024
Бразилія (U-17)
 Чемпіон Південної Америки: 2015